# 3702 Трубецька
3702 Трубецька (3702 Trubetskaya) — астероїд головного поясу, відкритий 3 липня 1970 року.
Тіссеранів параметр щодо Юпітера — 3,313.